# Grodada
Grodada est un mensuel illustré pour enfants créé par Charlie Schlingo et le Professeur Choron en 1991, disparu début 1996. Choron explique que c'est en voyant la réaction amusée de sa petite-fille - la future comédienne Charlotte Gaccio - devant un dessin de Charlie Schlingo représentant un de ses personnages récurrent, l'hippopotame Grodada, qu'il a eu l'idée de la création de ce journal. Le journal se caractérisait par un univers absurde et poétique situé dans le village de GrosPatelin.

## Histoire
Treize numéros du mensuel (et trois hors série) sont d'abord parus entre octobre 1991 et décembre 1992, avant que la publication ne soit suspendue en raison de ventes jugées insuffisantes par le Professeur Choron. En décembre 1995, une nouvelle tentative donnera lieu à deux numéros supplémentaires, avant que le titre ne disparaisse définitivement, les ventes n'étant encore une fois pas à la hauteur des espérances.